# Großsteingrab Mösenthin
Das Großsteingrab Mösenthin war eine megalithische Grabanlage der jungsteinzeitlichen Tiefstichkeramikkultur bei Mösenthin, einem Ortsteil von Kalbe (Milde) im Altmarkkreis Salzwedel, Sachsen-Anhalt. Das Grab wurde im 19. Jahrhundert zerstört.

## Lage
Das Grab befand sich auf gerader Linie zwischen den Orten Mösenthin und Zierau, nahe der Grenze zu Jeggeleben.

## Forschungsgeschichte
Erstmals dokumentiert wurde die Anlage in den 1830er Jahren durch Johann Friedrich Danneil, worüber er aber nur handschriftliche Aufzeichnungen hinterließ. Bei einer erneuten Aufnahme der Großsteingräber der Altmark mussten Eduard Krause und Otto Schoetensack in den 1890er Jahren feststellen, dass das Grab in der Zwischenzeit im Zuge der Separation vollständig abgetragen worden war.

## Beschreibung
Das Grab besaß eine Hügelschüttung, die von einem Steinkranz umgeben war. Von der Grabkammer war bei Danneils Aufnahme nur ein einzelner, großer Findling aus Granit mit einem Durchmesser von 3,75 m sichtbar. Eine Bestimmung des Grabtyps ist nicht mehr möglich.